# General Dynamics

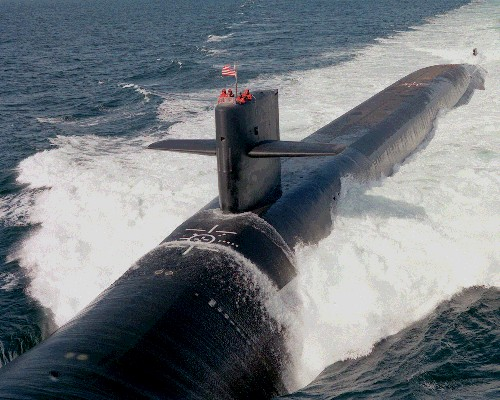
Submarin clasa Ohio cu propulsie nucleară și rachete balistice strategice Trident

General Dynamics Corporation (NYSE: GD) este un conglomerat din domeniul apărării, în 2005 era al șaselea furnizor de echipament militar la nivel mondial ca mărime.